# Согомонян, Корюн Самвелович
Корюн Самвелович Согомонян (арм. Կորյուն Սամվելի Սողոմոնյան; род. 16 мая 1993, Зовуни, Наирийский район) — армянский боксёр, представитель минимальной и наилегчайшей весовых категорий. Выступал за сборную Армении по боксу в 2009—2021 годах, победитель и призёр ряда крупных международных турниров, участник летних Олимпийских игр в Токио.

## Биография
Корюн Согомонян родился 16 мая 1993 года в селе Зовуни Наирийского района Армении. Заниматься боксом начал в возрасте восьми лет. Впоследствии постоянно проживал в Ереване.
Впервые заявил о себе на международном уровне в сезоне 2009 года, когда вошёл в состав армянской сборной и выступил на домашнем чемпионате Европы среди кадетов в Ереване, где одержал победу в своей весовой категории.
В 2010 году боксировал на молодёжном мировом первенстве в Баку.
В 2011 году на молодёжном европейском первенстве в Дублине превзошёл всех соперников в минимальной весовой категории, в том числе в финале взял верх над россиянином Габилом Мамедовым, и завоевал золотую награду.
В 2012 году в минимальном весе выиграл чемпионат Армении в Ереване, дошёл до полуфинала на международном турнире Gee-Bee в Хельсинки, победил на молодёжном чемпионате Европы в Калининграде.
Будучи студентом, в 2013 году представлял Армению на Всемирной Универсиаде в Казани, однако уже в первом поединке категории до 49 кг единогласным решением судей проиграл россиянину Бэлику Галанову и выбыл из дальнейшей борьбы за медали. Позднее боксировал на чемпионате мира в Алма-Ате, где так же не смог преодолеть предварительный этап — был остановлен костариканцем Давидом Хименесом.
В 2014 году был лучшим на чемпионате Армении в Ереване, стал серебряным призёром на Мемориале Лешека Дрогоша в Кельце.
В 2015 году дошёл до четвертьфинала на Мемориале Странджа в Софии и на чемпионате Европы в Самокове, получил серебро на турнире Альгирдаса Шоцикаса в Каунасе, тогда как на чемпионате мира в Дохе в 1/8 финала уступил алжирцу Мохамеду Флисси.
В 2016 году выиграл бронзовую медаль на Кубке мира среди нефтедобывающих стран в Нижневартовске.
В 2017 году одержал победу на Мемориале Лешека Дрогоша в Кельце.
Благодаря череде успешных выступлений в 2021 году удостоился права защищать честь страны на летних Олимпийских играх в Токио — в категории до 52 кг уже в стартовом поединке потерпел поражение техническим нокаутом от британца Галала Яфая. Также в этом сезоне получил серебро на чемпионате Армении в Ереване, уступив в финале Артуру Базеяну.